# Produktionsschule Harburg
Die Produktionsschule Harburg ist ebenso wie die Produktionsschule Barmbek ein Betrieb der Stiftung Berufliche Bildung in Hamburg. Gegründet wurde die Produktionsschule in Hamburg-Harburg im Jahr 2010.

## Umweltbildung
„World of Energy“ lautet der Namenszusatz der Produktionsschule Harburg. In der Produktionsschule befassen sich die Schüler im Bereich Umweltbildung mit den Themen Energieverbrauch, Energieeinsparung, Sonnen-, Wasser- und Windenergie. Sie stellen Lernmaterial zu den genannten Themen zusammen und vertreiben dieses. Adressaten der Aktivitäten sind Kitas und Grundschulen. Hergestellt und vermarktet werden zudem umweltfreundliche Produkte für den privaten Gebrauch; z. B. Möbel.

## Berufliche Tätigkeitsfelder
Über den Energiebereich hinaus können sich die Schüler in weiteren beruflichen Tätigkeitsfeldern engagieren: Die Produktionsschule Harburg betreibt eine Kantine und einen Cateringservice. Zudem ist es möglich, Kenntnisse und Fähigkeiten in einer Elektrowerkstatt zu erwerben. Im schuleigenen Kontor wird Wissen aus dem kaufmännischen Bereich vermittelt.